# Tingsrydgruppen
Tingsrydgruppen är en konstnärsgrupp i Tingsryds kommun. Gruppen bildades 1982 av textilkonstnärer som sökte gemenskap och utställningsmöjligheter. År 2022 bestod gruppen av fjorton konstnärer, av vilka åtta var ursprungliga medlemmar, verksamma inom metall, textil, skulptur, måleri, keramik, grafik och smide. Då hade gruppen anordnat omkring 100 utställningar i Sverige och andra länder, däribland Polen, Tyskland, Norge och Schweiz.